# Phyllogomphoides singularis
Phyllogomphoides singularis – gatunek ważki z rodziny gadziogłówkowatych (Gomphidae). Występuje na terenie Ameryki Południowej.